# O Gran Camiño 2023
L'O Gran Camiño 2023 fou la 2a edició de l'O Gran Camiño, una cursa de quatre etapes que es disputà entre el 23 i el 26 de febrer de 2022 per carreteres de Galícia sobre un recorregut de 325,8 km. La cursa formava part del calendari de l'UCI Europa Tour 2023, amb una categoria 2.1. Les fortes nevades caigudes durant els dies de la cursa obligaren a suspendre la primera etapa i reduir el quilometratge de la tercera.
El vencedor final fou el danès Jonas Vingegaard (Team Jumbo-Visma), guanyador de totes les etapes que el temps va permetre acabar. Jesús Herrada (Cofidis) i Ruben Guerreiro (Movistar Team) finalitzaren en segona i tercera posició, respectivament, a més de dos minuts i mig del vencedor.

## Equips
L'organització convidà 18 equips a prendre part en aquesta cursa.
| WorldTeams (4)- Movistar Team - Jumbo-Visma - Astana Qazaqstan Team - Cofidis ProTeams (8)- Euskaltel-Euskadi - Equipo Kern Pharma - Caja Rural-Seguros RGA - Burgos-BH - Q36.5 Pro Cycling Team - Team Corratec - Human Powered Health - Eolo-Kometa Equips continentals (6)- Electro Hiper Europa - Trinity Racing - AP Hotels & Resorts-Tavira-SC Farense - Efapel Cycling - Tavfer-Ovos Matinados-Mortágua - Rádio Popular-Paredes-Boavista |
| |

## Etapes
| Etapa    | Data      | Ciutats d'etapa                         | type                      | Distància (km) | Vencedor de l'etapa | Líder de la general |
| -------- | --------- | --------------------------------------- | ------------------------- | -------------- | ------------------- | ------------------- |
| 1a etapa | 23 de feb | Muralla romana de Lugo – Sarria         | etapa accidentada         | 188            | etapa cancel·lada   | etapa cancel·lada   |
| 2a etapa | 24 de feb | Tui – A Guarda                          | etapa accidentada         | 184,3          | Jonas Vingegaard    | Jonas Vingegaard    |
| 3a etapa | 25 de feb | Esgos – Rubiá                           | etapa de mitja muntanya   | 123,4          | Jonas Vingegaard    | Jonas Vingegaard    |
| 4a etapa | 26 de feb | O Milladoiro – Santiago de Compostel·la | contrarellotge individual | 18,1           | Jonas Vingegaard    | Jonas Vingegaard    |

### Etapa 1
Amb Gianni Moscon, Sebastian Schönberger i Vicente Hernaiz escapats, l'etapa es va suspendre a manca de 20 quilòmetres per a l'arribada per culpa de les fortes nevades.

### Etapa 2
| \| Classificació de l'etapa \| Classificació de l'etapa \| Classificació de l'etapa \| Classificació de l'etapa \| Classificació de l'etapa \| \| Corredor \| Corredor \| Equip \| Temps \| \| \| ------------------------ \| ------------------------ \| ------------------------ \| ------------------------ \| ------------------------ \| \| 1r \| Jonas Vingegaard \| Jumbo-Visma \| 4h 33' 33" \| \| \| 2n \| Ruben Guerreiro \| Movistar Team \| + 21" \| \| \| 3r \| Ion Izagirre Insausti \| Cofidis \| + 24" \| \| \| 4t \| Antonio Pedrero López \| Movistar Team \| + 26" \| \| \| 5è \| Jesús Herrada López \| Cofidis \| + 26" \| \| \| 6è \| Victor Langellotti \| Burgos-BH \| + 26" \| \| \| 7è \| Lorenzo Fortunato \| Eolo-Kometa \| + 28" \| \| \| 8è \| Lukas Nerurkar \| Trinity Racing \| + 31" \| \| \| 9è \| Rubén Fernández Andújar \| Cofidis \| + 33" \| \| \| 10è \| Attila Valter \| Jumbo-Visma \| + 35" \| \| |                         |                |            |
| |                         |                |            |
| Font: ProCyclingStats |                         |                |            |
| Classificació de l'etapa |                         |                |            |
| Corredor | Corredor                | Equip          | Temps      |
| 1r | Jonas Vingegaard        | Jumbo-Visma    | 4h 33' 33" |
| 2n | Ruben Guerreiro         | Movistar Team  | + 21"      |
| 3r | Ion Izagirre Insausti   | Cofidis        | + 24"      |
| 4t | Antonio Pedrero López   | Movistar Team  | + 26"      |
| 5è | Jesús Herrada López     | Cofidis        | + 26"      |
| 6è | Victor Langellotti      | Burgos-BH      | + 26"      |
| 7è | Lorenzo Fortunato       | Eolo-Kometa    | + 28"      |
| 8è | Lukas Nerurkar          | Trinity Racing | + 31"      |
| 9è | Rubén Fernández Andújar | Cofidis        | + 33"      |
| 10è | Attila Valter           | Jumbo-Visma    | + 35"      |

| \| Classificació general \| Classificació general \| Classificació general \| Classificació general \| Classificació general \| \| Corredor \| Corredor \| Equip \| Temps \| \| \| --------------------- \| ----------------------- \| --------------------- \| --------------------- \| --------------------- \| \| 1r \| Jonas Vingegaard \| Jumbo-Visma \| 4h 33' 20" \| \| \| 2n \| Ruben Guerreiro \| Movistar Team \| + 28" \| \| \| 3r \| Ion Izagirre Insausti \| Cofidis \| + 31" \| \| \| 4t \| Antonio Pedrero López \| Movistar Team \| + 39" \| \| \| 5è \| Jesús Herrada López \| Cofidis \| + 39" \| \| \| 6è \| Victor Langellotti \| Burgos-BH \| + 39" \| \| \| 7è \| Lorenzo Fortunato \| Eolo-Kometa \| + 41" \| \| \| 8è \| Lukas Nerurkar \| Trinity Racing \| + 44" \| \| \| 9è \| Rubén Fernández Andújar \| Cofidis \| + 46" \| \| \| 10è \| Attila Valter \| Jumbo-Visma \| + 48" \| \| |                         |                |            |
| |                         |                |            |
| Font: ProCyclingStats |                         |                |            |
| Classificació general |                         |                |            |
| Corredor | Corredor                | Equip          | Temps      |
| 1r | Jonas Vingegaard        | Jumbo-Visma    | 4h 33' 20" |
| 2n | Ruben Guerreiro         | Movistar Team  | + 28"      |
| 3r | Ion Izagirre Insausti   | Cofidis        | + 31"      |
| 4t | Antonio Pedrero López   | Movistar Team  | + 39"      |
| 5è | Jesús Herrada López     | Cofidis        | + 39"      |
| 6è | Victor Langellotti      | Burgos-BH      | + 39"      |
| 7è | Lorenzo Fortunato       | Eolo-Kometa    | + 41"      |
| 8è | Lukas Nerurkar          | Trinity Racing | + 44"      |
| 9è | Rubén Fernández Andújar | Cofidis        | + 46"      |
| 10è | Attila Valter           | Jumbo-Visma    | + 48"      |

### Etapa 3
| \| Classificació de l'etapa \| Classificació de l'etapa \| Classificació de l'etapa \| Classificació de l'etapa \| Classificació de l'etapa \| \| Corredor \| Corredor \| Equip \| Temps \| \| \| ------------------------ \| ------------------------ \| ------------------------ \| ------------------------ \| ------------------------ \| \| 1r \| Jonas Vingegaard \| Jumbo-Visma \| 3h 19' 58" \| \| \| 2n \| Ruben Guerreiro \| Movistar Team \| + 21" \| \| \| 3r \| Attila Valter \| Jumbo-Visma \| + 35" \| \| \| 4t \| Jesús Herrada López \| Cofidis \| + 36" \| \| \| 5è \| Lorenzo Fortunato \| Eolo-Kometa \| + 40" \| \| \| 6è \| Rubén Fernández Andújar \| Cofidis \| + 44" \| \| \| 7è \| William Barta \| Movistar Team \| + 49" \| \| \| 8è \| Victor Langellotti \| Burgos-BH \| + 56" \| \| \| 9è \| Antonio Pedrero López \| Movistar Team \| + 56" \| \| \| 10è \| Lukas Nerurkar \| Trinity Racing \| + 59" \| \| |                         |                |            |
| |                         |                |            |
| Font: ProCyclingStats |                         |                |            |
| Classificació de l'etapa |                         |                |            |
| Corredor | Corredor                | Equip          | Temps      |
| 1r | Jonas Vingegaard        | Jumbo-Visma    | 3h 19' 58" |
| 2n | Ruben Guerreiro         | Movistar Team  | + 21"      |
| 3r | Attila Valter           | Jumbo-Visma    | + 35"      |
| 4t | Jesús Herrada López     | Cofidis        | + 36"      |
| 5è | Lorenzo Fortunato       | Eolo-Kometa    | + 40"      |
| 6è | Rubén Fernández Andújar | Cofidis        | + 44"      |
| 7è | William Barta           | Movistar Team  | + 49"      |
| 8è | Victor Langellotti      | Burgos-BH      | + 56"      |
| 9è | Antonio Pedrero López   | Movistar Team  | + 56"      |
| 10è | Lukas Nerurkar          | Trinity Racing | + 59"      |

| \| Classificació general \| Classificació general \| Classificació general \| Classificació general \| Classificació general \| \| Corredor \| Corredor \| Equip \| Temps \| \| \| --------------------- \| ----------------------- \| --------------------- \| --------------------- \| --------------------- \| \| 1r \| Jonas Vingegaard \| Jumbo-Visma \| 7h 53' 08" \| \| \| 2n \| Ruben Guerreiro \| Movistar Team \| + 53" \| \| \| 3r \| Jesús Herrada López \| Cofidis \| + 1' 25" \| \| \| 4t \| Attila Valter \| Jumbo-Visma \| + 1' 29" \| \| \| 5è \| Lorenzo Fortunato \| Eolo-Kometa \| + 1' 31" \| \| \| 6è \| Rubén Fernández Andújar \| Cofidis \| + 1' 40" \| \| \| 7è \| Antonio Pedrero López \| Movistar Team \| + 1' 45" \| \| \| 8è \| Victor Langellotti \| Burgos-BH \| + 1' 45" \| \| \| 9è \| Lukas Nerurkar \| Trinity Racing \| + 1' 53" \| \| \| 10è \| William Barta \| Movistar Team \| + 2' 02" \| \| |                         |                |            |
| |                         |                |            |
| Font: ProCyclingStats |                         |                |            |
| Classificació general |                         |                |            |
| Corredor | Corredor                | Equip          | Temps      |
| 1r | Jonas Vingegaard        | Jumbo-Visma    | 7h 53' 08" |
| 2n | Ruben Guerreiro         | Movistar Team  | + 53"      |
| 3r | Jesús Herrada López     | Cofidis        | + 1' 25"   |
| 4t | Attila Valter           | Jumbo-Visma    | + 1' 29"   |
| 5è | Lorenzo Fortunato       | Eolo-Kometa    | + 1' 31"   |
| 6è | Rubén Fernández Andújar | Cofidis        | + 1' 40"   |
| 7è | Antonio Pedrero López   | Movistar Team  | + 1' 45"   |
| 8è | Victor Langellotti      | Burgos-BH      | + 1' 45"   |
| 9è | Lukas Nerurkar          | Trinity Racing | + 1' 53"   |
| 10è | William Barta           | Movistar Team  | + 2' 02"   |

### Etapa 4
| \| Classificació de l'etapa \| Classificació de l'etapa \| Classificació de l'etapa \| Classificació de l'etapa \| Classificació de l'etapa \| \| Corredor \| Corredor \| Equip \| Temps \| \| \| ------------------------ \| -------------------------- \| ------------------------ \| ------------------------ \| ------------------------ \| \| 1r \| Jonas Vingegaard \| Jumbo-Visma \| 23' 47" \| \| \| 2n \| Rohan Dennis \| Jumbo-Visma \| + 35" \| \| \| 3r \| William Barta \| Movistar Team \| + 59" \| \| \| 4t \| Bart Lemmen \| Human Powered Health \| + 1' 05" \| \| \| 5è \| Jesús Herrada López \| Cofidis \| + 1' 06" \| \| \| 6è \| Carlos Canal Blanco \| Euskaltel-Euskadi \| + 1' 22" \| \| \| 7è \| Max Walker \| Trinity Racing \| + 1' 23" \| \| \| 8è \| Attila Valter \| Jumbo-Visma \| + 1' 24" \| \| \| 9è \| Xabier Mikel Azparren \| Euskaltel-Euskadi \| + 1' 28" \| \| \| 10è \| David de la Cruz Melgarejo \| Astana Qazaqstan Team \| + 1' 30" \| \| |                            |                       |          |
| |                            |                       |          |
| |                            |                       |          |
| Classificació de l'etapa |                            |                       |          |
| Corredor | Corredor                   | Equip                 | Temps    |
| 1r | Jonas Vingegaard           | Jumbo-Visma           | 23' 47"  |
| 2n | Rohan Dennis               | Jumbo-Visma           | + 35"    |
| 3r | William Barta              | Movistar Team         | + 59"    |
| 4t | Bart Lemmen                | Human Powered Health  | + 1' 05" |
| 5è | Jesús Herrada López        | Cofidis               | + 1' 06" |
| 6è | Carlos Canal Blanco        | Euskaltel-Euskadi     | + 1' 22" |
| 7è | Max Walker                 | Trinity Racing        | + 1' 23" |
| 8è | Attila Valter              | Jumbo-Visma           | + 1' 24" |
| 9è | Xabier Mikel Azparren      | Euskaltel-Euskadi     | + 1' 28" |
| 10è | David de la Cruz Melgarejo | Astana Qazaqstan Team | + 1' 30" |

## Classificació final
| \| Classificació general \| Classificació general \| Classificació general \| Classificació general \| Classificació general \| \| Corredor \| Corredor \| Equip \| Temps \| \| \| --------------------- \| -------------------------- \| --------------------- \| --------------------- \| --------------------- \| \| 1r \| Jonas Vingegaard \| Jumbo-Visma \| 8h 16' 55" \| \| \| 2n \| Jesús Herrada López \| Cofidis \| + 2' 31" \| \| \| 3r \| Ruben Guerreiro \| Movistar Team \| + 2' 48" \| \| \| 4t \| Attila Valter \| Jumbo-Visma \| + 2' 53" \| \| \| 5è \| William Barta \| Movistar Team \| + 3' 01" \| \| \| 6è \| Lukas Nerurkar \| Trinity Racing \| + 3' 30" \| \| \| 7è \| Simon Geschke \| Cofidis \| + 3' 39" \| \| \| 8è \| David de la Cruz Melgarejo \| Astana Qazaqstan Team \| + 3' 40" \| \| \| 9è \| Joaquim Silva \| Efapel Cycling \| + 3' 44" \| \| \| 10è \| Rubén Fernández Andújar \| Cofidis \| + 3' 53" \| \| |                            |                       |            |
| |                            |                       |            |
| Font: ProCyclingStats |                            |                       |            |
| Classificació general |                            |                       |            |
| Corredor | Corredor                   | Equip                 | Temps      |
| 1r | Jonas Vingegaard           | Jumbo-Visma           | 8h 16' 55" |
| 2n | Jesús Herrada López        | Cofidis               | + 2' 31"   |
| 3r | Ruben Guerreiro            | Movistar Team         | + 2' 48"   |
| 4t | Attila Valter              | Jumbo-Visma           | + 2' 53"   |
| 5è | William Barta              | Movistar Team         | + 3' 01"   |
| 6è | Lukas Nerurkar             | Trinity Racing        | + 3' 30"   |
| 7è | Simon Geschke              | Cofidis               | + 3' 39"   |
| 8è | David de la Cruz Melgarejo | Astana Qazaqstan Team | + 3' 40"   |
| 9è | Joaquim Silva              | Efapel Cycling        | + 3' 44"   |
| 10è | Rubén Fernández Andújar    | Cofidis               | + 3' 53"   |

### Classificacions secundàries
| Classificació per punts | Classificació per punts | Classificació per punts | Classificació per punts | Classificació per punts |
| Corredor                | Corredor                | Equip                   | Punts                   |                         |
| ----------------------- | ----------------------- | ----------------------- | ----------------------- | ----------------------- |
| 1r                      | Sebastian Schönberger   | Human Powered Health    | 131 pts                 |                         |
| 2n                      | Jonas Vingegaard        | Jumbo-Visma             | 80 pts                  |                         |
| 3r                      | Alejandro Ropero        | Electro Hiper Europa    | 60 pts                  |                         |
| 4t                      | Ruben Guerreiro         | Movistar Team           | 50 pts                  |                         |
| 5è                      | Jesús Herrada López     | Cofidis                 | 36 pts                  |                         |
| 6è                      | Igor Arrieta            | Equipo Kern Pharma      | 34 pts                  |                         |
| 7è                      | Lorenzo Fortunato       | Eolo-Kometa             | 30 pts                  |                         |
| 8è                      | Xabier Isasa            | Euskaltel-Euskadi       | 30 pts                  |                         |
| 9è                      | Josu Etxeberria         | Caja Rural-Seguros RGA  | 30 pts                  |                         |
| 10è                     | Attila Valter           | Jumbo-Visma             | 29 pts                  |                         |

| Classificació per punts | Classificació per punts | Classificació per punts | Classificació per punts | Classificació per punts |
| Corredor                | Corredor                | Equip                   | Punts                   |                         |
| ----------------------- | ----------------------- | ----------------------- | ----------------------- | ----------------------- |
| 1r                      | Sebastian Schönberger   | Human Powered Health    | 131 pts                 |                         |
| 2n                      | Jonas Vingegaard        | Jumbo-Visma             | 80 pts                  |                         |
| 3r                      | Alejandro Ropero        | Electro Hiper Europa    | 60 pts                  |                         |
| 4t                      | Ruben Guerreiro         | Movistar Team           | 50 pts                  |                         |
| 5è                      | Jesús Herrada López     | Cofidis                 | 36 pts                  |                         |
| 6è                      | Igor Arrieta            | Equipo Kern Pharma      | 34 pts                  |                         |
| 7è                      | Lorenzo Fortunato       | Eolo-Kometa             | 30 pts                  |                         |
| 8è                      | Xabier Isasa            | Euskaltel-Euskadi       | 30 pts                  |                         |
| 9è                      | Josu Etxeberria         | Caja Rural-Seguros RGA  | 30 pts                  |                         |
| 10è                     | Attila Valter           | Jumbo-Visma             | 29 pts                  |                         |

| Classificació de la muntanya | Classificació de la muntanya | Classificació de la muntanya          | Classificació de la muntanya | Classificació de la muntanya |
| Corredor                     | Corredor                     | Equip                                 | Punts                        |                              |
| ---------------------------- | ---------------------------- | ------------------------------------- | ---------------------------- | ---------------------------- |
| 1r                           | Jonas Vingegaard             | Jumbo-Visma                           | 15 pts                       |                              |
| 2n                           | Sebastian Schönberger        | Human Powered Health                  | 14 pts                       |                              |
| 3r                           | Francesco Gavazzi            | Eolo-Kometa                           | 9 pts                        |                              |
| 4t                           | Ruben Guerreiro              | Movistar Team                         | 9 pts                        |                              |
| 5è                           | Igor Arrieta                 | Equipo Kern Pharma                    | 6 pts                        |                              |
| 6è                           | Attila Valter                | Jumbo-Visma                           | 4 pts                        |                              |
| 7è                           | Delio Fernández Cruz         | AP Hotels & Resorts-Tavira-SC Farense | 3 pts                        |                              |
| 8è                           | Jesús Herrada López          | Cofidis                               | 2 pts                        |                              |
| 9è                           | Alex Molenaar                | Electro Hiper Europa                  | 2 pts                        |                              |
| 10è                          | Mattia Bais                  | Eolo-Kometa                           | 2 pts                        |                              |

| Classificació de la muntanya | Classificació de la muntanya | Classificació de la muntanya          | Classificació de la muntanya | Classificació de la muntanya |
| Corredor                     | Corredor                     | Equip                                 | Punts                        |                              |
| ---------------------------- | ---------------------------- | ------------------------------------- | ---------------------------- | ---------------------------- |
| 1r                           | Jonas Vingegaard             | Jumbo-Visma                           | 15 pts                       |                              |
| 2n                           | Sebastian Schönberger        | Human Powered Health                  | 14 pts                       |                              |
| 3r                           | Francesco Gavazzi            | Eolo-Kometa                           | 9 pts                        |                              |
| 4t                           | Ruben Guerreiro              | Movistar Team                         | 9 pts                        |                              |
| 5è                           | Igor Arrieta                 | Equipo Kern Pharma                    | 6 pts                        |                              |
| 6è                           | Attila Valter                | Jumbo-Visma                           | 4 pts                        |                              |
| 7è                           | Delio Fernández Cruz         | AP Hotels & Resorts-Tavira-SC Farense | 3 pts                        |                              |
| 8è                           | Jesús Herrada López          | Cofidis                               | 2 pts                        |                              |
| 9è                           | Alex Molenaar                | Electro Hiper Europa                  | 2 pts                        |                              |
| 10è                          | Mattia Bais                  | Eolo-Kometa                           | 2 pts                        |                              |

| Classificació del millor jove | Classificació del millor jove | Classificació del millor jove | Classificació del millor jove | Classificació del millor jove |
| Corredor                      | Corredor                      | Equip                         | Temps                         |                               |
| ----------------------------- | ----------------------------- | ----------------------------- | ----------------------------- | ----------------------------- |
| 1r                            | Lukas Nerurkar                | Trinity Racing                | 8h 20' 25"                    |                               |
| 2n                            | Pelayo Sánchez Mayo           | Burgos-BH                     | + 38"                         |                               |
| 3r                            | Carlos Canal Blanco           | Euskaltel-Euskadi             | + 49"                         |                               |
| 4t                            | Max Walker                    | Trinity Racing                | + 1' 01"                      |                               |
| 5è                            | Igor Arrieta                  | Equipo Kern Pharma            | + 1' 13"                      |                               |
| 6è                            | Enekoitz Azparren             | Euskaltel-Euskadi             | + 2' 59"                      |                               |
| 7è                            | Francisco Guerreiro           | Efapel Cycling                | + 3' 22"                      |                               |
| 8è                            | Karel Vacek                   | Team Corratec                 | + 3' 29"                      |                               |
| 9è                            | Oliver Rees                   | Trinity Racing                | + 3' 46"                      |                               |
| 10è                           | Alejandro Franco              | Burgos-BH                     | + 4' 20"                      |                               |

| Classificació del millor jove | Classificació del millor jove | Classificació del millor jove | Classificació del millor jove | Classificació del millor jove |
| Corredor                      | Corredor                      | Equip                         | Temps                         |                               |
| ----------------------------- | ----------------------------- | ----------------------------- | ----------------------------- | ----------------------------- |
| 1r                            | Lukas Nerurkar                | Trinity Racing                | 8h 20' 25"                    |                               |
| 2n                            | Pelayo Sánchez Mayo           | Burgos-BH                     | + 38"                         |                               |
| 3r                            | Carlos Canal Blanco           | Euskaltel-Euskadi             | + 49"                         |                               |
| 4t                            | Max Walker                    | Trinity Racing                | + 1' 01"                      |                               |
| 5è                            | Igor Arrieta                  | Equipo Kern Pharma            | + 1' 13"                      |                               |
| 6è                            | Enekoitz Azparren             | Euskaltel-Euskadi             | + 2' 59"                      |                               |
| 7è                            | Francisco Guerreiro           | Efapel Cycling                | + 3' 22"                      |                               |
| 8è                            | Karel Vacek                   | Team Corratec                 | + 3' 29"                      |                               |
| 9è                            | Oliver Rees                   | Trinity Racing                | + 3' 46"                      |                               |
| 10è                           | Alejandro Franco              | Burgos-BH                     | + 4' 20"                      |                               |

| Classificació per equips | Classificació per equips | Classificació per equips | Classificació per equips |
| Equip                    | Equip                    | Temps                    |                          |
| ------------------------ | ------------------------ | ------------------------ | ------------------------ |
| 1r                       | Cofidis                  | 25h 00' 35"              |                          |
| 2n                       | Movistar Team            | + 25"                    |                          |
| 3r                       | Jumbo-Visma              | + 3' 44"                 |                          |
| 4t                       | Euskaltel-Euskadi        | + 3' 44"                 |                          |
| 5è                       | Trinity Racing           | + 5' 00"                 |                          |

| Classificació per equips | Classificació per equips | Classificació per equips | Classificació per equips |
| Equip                    | Equip                    | Temps                    |                          |
| ------------------------ | ------------------------ | ------------------------ | ------------------------ |
| 1r                       | Cofidis                  | 25h 00' 35"              |                          |
| 2n                       | Movistar Team            | + 25"                    |                          |
| 3r                       | Jumbo-Visma              | + 3' 44"                 |                          |
| 4t                       | Euskaltel-Euskadi        | + 3' 44"                 |                          |
| 5è                       | Trinity Racing           | + 5' 00"                 |                          |

## Evolució de les classificacions
| Etapa                  | Vencedor               | Classificació general | Classificació de la muntanya | Classificació per punts | Classificació dels joves | Classificació per equips |
| ---------------------- | ---------------------- | --------------------- | ---------------------------- | ----------------------- | ------------------------ | ------------------------ |
| 1                      | Etapa suspesa          | no entregat           | Sebastian Schönberger        | Francesco Gavazzi       | no entregat              | no entregat              |
| 2                      | Jonas Vingegaard       | Jonas Vingegaard      | Sebastian Schönberger        | Francesco Gavazzi       | Lukas Nerurkar           | Cofidis                  |
| 3                      | Jonas Vingegaard       | Jonas Vingegaard      | Sebastian Schönberger        | Jonas Vingegaard        | Lukas Nerurkar           | Movistar Team            |
| 4                      | Jonas Vingegaard       | Jonas Vingegaard      | Sebastian Schönberger        | Jonas Vingegaard        | Lukas Nerurkar           | Cofidis                  |
| Classificacions finals | Classificacions finals | Jonas Vingegaard      | Sebastian Schönberger        | Jonas Vingegaard        | Lukas Nerurkar           | Cofidis                  |